# Pillars of Society
Pillars of Society est un film américain réalisé par Raoul Walsh et George Nicholls, sorti en 1916.

## Fiche technique
- Titre original : Pillars of Society
- Réalisation : Raoul Walsh et George Nicholls
- Scénario : D. W. Griffith, d'après la pièce Les Piliers de la société de Henrik Ibsen
- Production : D. W. Griffith
- Société de production : Reliance-Majestic Motion Picture Corporation, Fine Arts Film Company
- Société de distribution : Triangle Film Corporation
- Pays d’origine :  États-Unis
- Langue originale : anglais
- Format : noir et blanc — 35 mm — 1,37:1 — film muet
- Genre : drame
- Durée : 5 bobines
- Date de sortie :
  - États-Unis : 27 août 1916

## Distribution
- Henry B. Walthall : Karsten Bernick
- Mary Alden : Lona Tonnesen
- Juanita Archer : Betty
- George Beranger : Johan Tonnesen
- Josephine Crowell : la mère de Karsten
- Olga Grey : Linda Dorf
- Jennie Lee : l'infirmière
- Loyola O'Connor : la tante de Betty
- William Parsons : le pasteur
- Joseph Singleton : M. Dorf
- Edna Mae Wilson : Dina Dorf